# Raslay
Raslay és un municipi francès situat al departament de la Viena i a la regió de la Nova Aquitània. L'any 2007 tenia 111 habitants.

## Demografia

### Població
El 2007 la població de fet de Raslay era de 111 persones. Hi havia 47 famílies de les quals 19 eren unipersonals (19 dones vivint soles i 19 dones vivint soles), 8 parelles sense fills, 12 parelles amb fills i 8 famílies monoparentals amb fills.
La població ha evolucionat segons el següent gràfic:
Habitants censats

### Habitatges
El 2007 hi havia 61 habitatges, 50 eren l'habitatge principal de la família, 6 eren segones residències i 5 estaven desocupats. 59 eren cases i 1 era un apartament. Dels 50 habitatges principals, 34 estaven ocupats pels seus propietaris i 17 estaven llogats i ocupats pels llogaters; 5 tenien dues cambres, 13 en tenien tres, 14 en tenien quatre i 19 en tenien cinc o més. 40 habitatges disposaven pel capbaix d'una plaça de pàrquing. A 17 habitatges hi havia un automòbil i a 27 n'hi havia dos o més.

### Piràmide de població
La piràmide de població per edats i sexe el 2009 era:
| Homes | Edats   | Dones |
| ----- | ------- | ----- |
| 0     | 95 o +  | 0     |
| 0     | 90 a 94 | 0     |
| 0     | 85 a 89 | 4     |
| 0     | 80 a 84 | 0     |
| 0     | 75 a 79 | 0     |
| 4     | 70 a 74 | 4     |
| 8     | 65 a 69 | 4     |
| 8     | 60 a 64 | 8     |
| 0     | 55 a 59 | 4     |
| 0     | 50 a 54 | 0     |
| 8     | 45 a 49 | 8     |
| 8     | 40 a 44 | 0     |
| 8     | 35 a 39 | 8     |
| 4     | 30 a 34 | 4     |
| 0     | 25 a 29 | 0     |
| 0     | 20 a 24 | 0     |
| 16    | 15 a 19 | 4     |
| 8     | 10 a 14 | 4     |
| 8     | 5 a 9   | 0     |
| 0     | 0 a 4   | 4     |

## Economia
El 2007 la població en edat de treballar era de 67 persones, 49 eren actives i 18 eren inactives. De les 49 persones actives 44 estaven ocupades (28 homes i 16 dones) i 6 estaven aturades (2 homes i 4 dones). De les 18 persones inactives 6 estaven jubilades, 3 estaven estudiant i 9 estaven classificades com a «altres inactius».

### Ingressos
El 2009 a Raslay hi havia 54 unitats fiscals que integraven 121,5 persones, la mediana anual d'ingressos fiscals per persona era de 12.595 €.

### Activitats econòmiques
Dels 2 establiments que hi havia el 2007, 1 era d'una empresa de fabricació d'altres productes industrials i 1 d'una empresa de comerç i reparació d'automòbils.
L'any 2000 a Raslay hi havia 10 explotacions agrícoles que ocupaven un total de 420 hectàrees.

## Poblacions més properes
El següent diagrama mostra les poblacions més properes.